# Krzyż i Medal Ochotniczy za Wojnę
Krzyż i Medal Ochotniczy za Wojnę – polskie państwowe odznaczenia wojskowe ustanowione ustawą Sejmu z 15 czerwca 1939 dla odznaczenia osób, które pełniąc służbę ochotniczo w latach 1918–1921, przyczyniły się do ugruntowania niepodległości Rzeczypospolitej Polskiej (obejmował on przede wszystkim wojnę polsko-ukraińską i wojnę polsko-radziecką).

## Charakterystyka
Projekt ustawy o Krzyżu i Medalu Ochotniczym w Sejmie wniósł poseł Stefan Klimkiewicz.
Krzyż Ochotniczy za Wojnę mógł być nadany ochotnikom pełniącym służbę w latach 1918-1921, jeżeli spełnili jedno z poniższych kryteriów:
- polegli lub byli ranni na polu bitwy,
- zostali odznaczeni Krzyżem Virtuti Militari lub Krzyżem Walecznych,
- służyli czynnie 3 miesiące, w tym co najmniej 2 miesiące w oddziałach walczących na froncie lub 6 miesięcy na stanowiskach instruktora w szkołach wojskowych broni i obozach szkolnych.

Medal Ochotniczy za Wojnę miał być nadany ochotnikom pełniącym służbę w latach 1918-1921, którzy nie zostali objęci Krzyżem Ochotniczym za Wojnę, a czas ich służby wynosił co najmniej 1 miesiąc.
Krzyż miał przyznawać Prezydent Rzeczypospolitej Polskiej na wniosek Ministra Spraw Wojskowych przedstawiony przez Radę Ministrów, a Medal miał nadawać Minister Spraw Wojskowych. Odznaczeni mieli otrzymywać odznakę, dyplom i legitymację (na własny koszt).
Posiadanie Krzyża lub Medalu Ochotniczego za Wojnę miało się wiązać z przywilejami takimi jak pierwszeństwo w otrzymaniu pracy przed osobami o takich samych kwalifikacjach.
Ustawa przewidywała, że Krzyż i Medal Ochotniczy za Wojnę mogły być nadane najpóźniej do dnia 11 listopada 1943, na podstawie zgłoszeń złożonych do 1 kwietnia 1941. Nie zdążano ich jednak nadać przed wybuchem II wojny światowej.
Krzyż Ochotniczy za Wojnę miał zajmować w kolejności polskich odznaczeń miejsce po Krzyżu Walecznych, a przed Krzyżem Zasługi za Dzielność. Medal Ochotniczy za Wojnę miał zajmować miejsce po Medalu Niepodległości, a przed Srebrnym Krzyżem Zasługi.
Po II wojnie światowej Krzyż i Medal Ochotniczy za Wojnę nie zostały przyjęte do systemu odznaczeń PRL, ani do systemu odznaczeń III RP.
Odznaka Krzyża powtarzała, z modyfikacjami, odznakę Krzyża Niepodległości. Późniejszy Krzyż za udział w Wojnie 1918-1921 przejął zmodyfikowaną odznakę obu Krzyży oraz wstążkę Krzyża Ochotniczego za Wojnę, podobnie jak Order Krzyża Niepodległości, który przejął tylko kształt odznaki.

## Opis odznaki
Krzyż Ochotniczy za Wojnę miał odznakę w formie krzyża równoramiennego prostego wykonanego ze stali o wymiarach 42 × 42 mm, składa się z czterech równych, rozszerzonych na końcach ramion o przekroju spłaszczonego ośmioboku i związanych pośrodku sześcianem.
Na ramionach poprzecznych Krzyża wyryty jest poziomo napis: OCHOTNIKOWI WOJENNEMU, na ramionach pionowych – daty: 1918 i 1921, w środku zaś skrzyżowania ramion znajduje się wizerunek orła z białej emalii.
Medal Ochotniczy za Wojnę miał odznakę w formie okrągłego medalu ze stali średnicy 38 mm. Na awersie na środku miał wizerunek orła według wzoru godła państwowego. Dookoła niego umieszczony był napis: OCHOTNIKOWI / WOJENNEMU, którego wyrazy były przedzielone datami: 1918 i 1921. Na rewersie był wizerunek żołnierza w hełmie z karabinem z bagnetem w otoku liści dębowych.
Krzyż i Medal miano nosić na wstążce szerokości 37 mm w kolorze czerwonym z dwoma wąskimi białymi pionowymi paskami.